# Collarina
Collarina is een mosdiertjesgeslacht uit de familie van de Cribrilinidae en de orde Cheilostomatida. De wetenschappelijke naam ervan is in 1886 voor het eerst geldig gepubliceerd door Jullien.

## Soorten
- Collarina balzaci (Audouin, 1826)
- Collarina denticulata Harmelin, 2019
- Collarina fayalensis Harmelin, 1978
- Collarina gautieri Harmelin, 2019
- Collarina macaronensis , 2019
- Collarina speluncola Harmelin, 2019
- Collarina spicata Winston & Vieira, 2013

Niet geaccepteerde soort:
- Collarina floridana (Smitt, 1873) → Rosulapelta floridana (Smitt, 1873)